# Daser (Penzberg)
Daser (veraltet Daßer und Dasser) ist ein Stadtteil der oberbayerischen Kleinstadt Penzberg im Landkreis Weilheim-Schongau. Die Einöde liegt circa drei Kilometer nordnordöstlich vom Penzberger Stadtkern. Nördlich fließt der Brünnlesbach vorbei, der wenig später in die Loisach mündet.

## Geschichte
Der Daserhof wurde 1486 vom Münchener Angerkloster gegründet und nach dem ersten Pächter Jörg Daser benannt. Im Jahr 1673 war der Daserhof als Viertelhof deklariert und wurde als veranleitete Freistift vergeben. 1907 erwarb die Oberbayerische Aktiengesellschaft für Kohlenbergbau den Hof und in den 1970er-Jahren wurde er nach seiner völligen Zerstörung durch einen Großbrand abgerissen. Im Jahr 1951 stellte die Stadt Penzberg den Antrag, den Namen in „Daserhof“ zu ändern, der jedoch abgelehnt wurde. Heute besteht der Stadtteil Daser aus einem Wohngebäude.
| Jahr | Einwohner | Gebäude (ab 1885 nur Wohngebäude) |
| ---- | --------- | --------------------------------- |
| 1818 | 13        | 1                                 |
| 1825 | 13        | 1                                 |
| 1861 | 6         | 2                                 |
| 1871 | 11        | 3                                 |
| 1885 | 9         | 1                                 |
| 1900 | 7         | 1                                 |
| 1925 | 26        | 1                                 |
| 1950 | 48        | 2                                 |
| 1961 | 47        | 2                                 |
| 1970 | 43        |                                   |
| 1987 | 5         | 1                                 |